# Дзагина
Дзагина (осет. Дзагъина; груз. ძაღინა — Дзагина) — село в Закавказье. Расположено в Знаурском районе Южной Осетии, фактически контролирующей село; согласно юрисдикции Грузии — в Карельском муниципалитете края Шида-Картли.

## География
Расположено на реке Проне Средняя  (приток реки Кура) к югу от села Корнис.

## Население
Село населено этническими осетинами. В 1987 году — 340 жителей.

## Топографические карты
- Лист карты K-38-64 Цхинвали. Масштаб: 1 : 100 000. Состояние местности на 1987 год. Издание 1989 г.